# 木越村
木越村（きごしむら）は、石川県河北郡にあった村。概ね現在の金沢市木越町にあたる。

## 歴史
- 1889年（明治22年）4月1日 - 町村制の施行により、木越村の区域をもって、木越村が発足する。
- 1907年（明治40年）8月10日 - 川筋村、河崎村及び木越村が合併して、川北村が発足する。

## 行政

### 村長
| 代数 | 氏名       | 就任年月日                 | 退任年月日                 | 備考 |
| ---- | ---------- | -------------------------- | -------------------------- | ---- |
| -    | 安田伊三郎 | 1901年（明治34年）11月7日  | 1903年（明治36年）8月25日  |      |
| -    | 北山八次郎 | 1903年（明治36年）9月9日   | 1904年（明治37年）5月5日   |      |
| -    | 北茂三郎   | 1904年（明治37年）5月19日  | 1904年（明治37年）10月28日 |      |
| -    | 村上市治   | 1904年（明治37年）11月15日 | 1905年（明治38年）9月7日   |      |
| -    | 村上長次郎 | 1905年（明治38年）11月30日 | 1905年（明治38年）12月11日 |      |